# マイケル・ジェフリー
フィリップ・マイケル・ジェフリー（Major General、Philip Michael Jeffery AC CVO MC、1937年12月12日 - 2020年12月18日）は、オーストラリアの西オーストラリア州ウィルナ出身の陸軍軍人、24代目オーストラリア総督。
アニマルズやジミ・ヘンドリックスなどのロックミュージシャンのプロデューサーだったマイケル・ジェフリーとは全くの別人である。

## 経歴
1958年にダントルーン王立陸軍士官学校を卒業後、オーストラリア陸軍軍人として、マラヤ等に派遣され、軍歴を積んでいる。ベトナム戦争にも参加し、勲章も授与された。最終階級は少将。1993年に退役後は、2000年まで西オーストラリア州総督を務める。
2003年6月にピーター・ホリングワース総督が不祥事により任期途中に辞職したことに伴い、ジョン・ハワード首相により後任の総督に指名される。8月に女王エリザベス2世に任命され、正式に就任した。ジェフリーはオーストラリア国防軍出身の初の総督である。2008年9月に任期満了に伴い退任した。
2020年12月18日の朝に83歳で死去。